# Breath (obra)
Breath (exhalación) es un montaje teatral, escrito por Samuel Beckett, una versión modificada de esta performance fue incluida en el musical de Kenneth Tynan Oh! Calcutta!. Este trabajo fue estrenado en octubre de 1969 en el Close Theatre Club en Glasgow, lo que fue la primera presentación del texto escrito. 
La duración es particularmente corta, siguiendo el guion fielmente dura en torno a los 35 segundos.
Al comienzo se escucha un llanto de recién nacido, seguido de un jadeo acompañado de una luz que varía de intensidad a cada momento, para finalizar aparece otro llanto idéntico al del principio. No hay nadie en el escenario, ningún personaje tan solo un manto de basura de todo tipo yace sobre el escenario.
Se han hecho muchas interpretaciones sobre el significado de la obra, habitualmente ha sido considerada una alegoría Becketiana sobre la vida desde el origen al momento de la muerte.